# Luna (Isabela)
Luna (Bayan ng Luna) är en kommun i Filippinerna. Kommunen ligger på ön Luzon och tillhör provinsen Isabela. Folkmängden uppgår till 14 581 invånare.
Luna är indelat i 19 barangayer.